# SMS Kaiser Wilhelm der Große (1899)
SMS Kaiser Wilhelm der Große – niemiecki pancernik (przeddrednot) z przełomu XIX i XX wieku, jedna z pięciu jednostek typu Kaiser Friedrich III. Okręt miał wyporność  11 097 ton i osiągał prędkość ponad 17 węzłów, a jego główne uzbrojenie stanowiły cztery działa kalibru 24 cm umieszczone w dwóch wieżach. Pancernik został zwodowany 1 czerwca 1899 roku w stoczni Friedrich Krupp Germaniawerft w Kilonii, a 5 maja 1901 roku wcielono go do służby w Kaiserliche Marine. Jego patronem był cesarz Wilhelm I Hohenzollern. Jednostka służyła w Heimatflotte i w Hochseeflotte, biorąc ograniczony udział w I wojnie światowej. W 1915 roku okręt został wycofany z czynnej służby. Z listy floty skreślono go w 1919 roku, po czym został złomowany w 1920 roku.

## Projekt i budowa

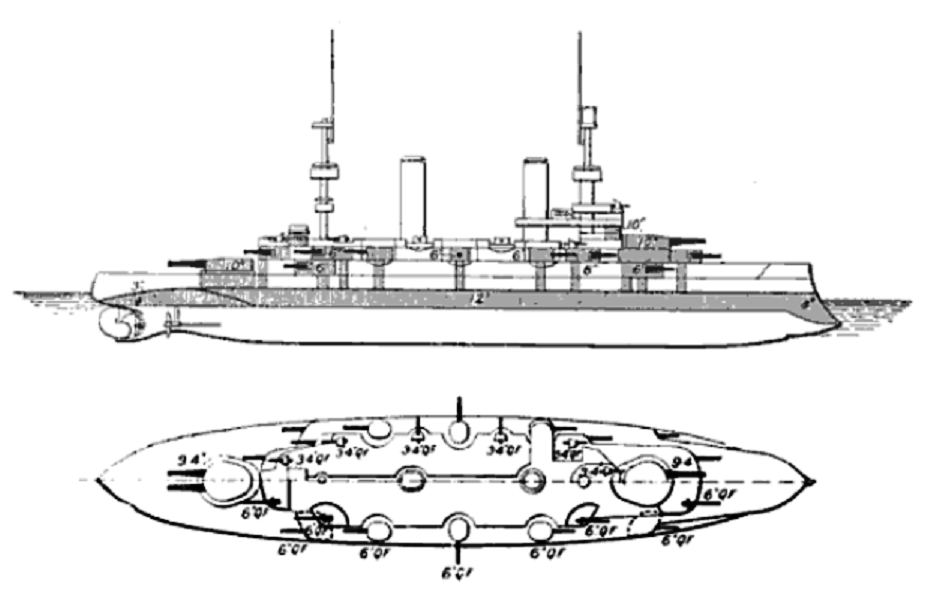
Plany pancernika typu Kaiser Friedrich III

Zwycięstwo w wojnie francusko-pruskiej umożliwiło Prusom zjednoczenie Niemiec, które jako Cesarstwo stało się najsilniejszym europejskim mocarstwem lądowym. Ambicją nowo utworzonego państwa było także zostanie potęgą morską, co spowodowało konieczność rozbudowy floty wojennej, a w szczególności budowę najsilniejszych ówcześnie jednostek – pancerników. Przyjęty przez Reichstag program rozbudowy floty zakładał wzrost liczebności Kaiserliche Marine do 17 pancerników, ośmiu monitorów oraz dziewięciu wielkich i 26 małych krążowników.
Projekt pancerników typu Kaiser Friedrich III powstał w latach 1892–1894, jeszcze podczas budowy jednostek typu Brandenburg. Opóźnienia w budowie jednostek pozwoliły na zapoznanie się z wnioskami z eksploatacji pierwszej jednostki typu Brandenburg. W konsekwencji nowe okręty otrzymały uzbrojenie główne mniejszego kalibru (24 cm zamiast 28 cm), ponieważ konstruktorzy uznali za ważniejszy parametr wyższej szybkostrzelności niż wagę salwy burtowej. Wybór kalibru 24 cm spowodował, że budowane w tym samym czasie w innych państwach pancerniki zdecydowanie górowały nad niemieckimi, mając na uzbrojeniu przeważnie działa kalibru 305 mm (a nawet 330 mm w przypadku pancerników US Navy). Na jednostkach typu Kaiser Friedrich III wzmocniono za to artylerię średniego kalibru, którą tworzyło 18 dział kalibru 15 cm umieszczonych w pojedynczych wieżach i kazamatach. Kolejną innowacją było wprowadzenie napędu trójśrubowego. Okręty miały też ulepszony system opancerzenia.
Przyszły „Kaiser Wilhelm der Große” zbudowany został w stoczni Friedrich Krupp Germaniawerft w Kilonii (nr stoczniowy 79). Okręt miał być następcą planowanej do wycofania z linii fregaty pancernej „König Wilhelm”. Stępkę pancernika położono 22 stycznia 1898 roku, a zwodowany został 1 czerwca 1899 roku. Nazwę otrzymał na cześć cesarza Wilhelma I Hohenzollerna. Matką chrzestną jednostki została wielka księżna Ludwika Maria Elżbieta, a na ceremonii wodowania obecna była też cesarzowa Augusta Wiktoria Fryderyka Ludwika Feodora Jenny. Koszt budowy okrętu wyniósł 20 mln 254 tys. marek.
Próby stoczniowe odbyły się 19 lutego 1901 roku, a próbny rejs przed przekazaniem marynarce przeprowadzono 18 marca tego roku.

## Dane taktyczno-techniczne

### Charakterystyka ogólna
Okręt był pancernikiem (przeddrednotem) wykonanym ze stali metodą nitowania. Kadłub o poprzeczno-wzdłużnym układzie wiązań podzielony był na 12 przedziałów wodoszczelnych, a dno podwójne obejmowało 70% jego długości. Jednostka miała masywne nadbudówki, dwa wysokie kominy i dwa maszty palowe z marsami.
Pancernik miał długość całkowitą 125,3 metra (120,9 metra na wodnicy), szerokość 20,4 metra i zanurzenie od 7,89 metra na dziobie i 8,25 metra na rufie. Wyporność normalna (konstrukcyjna) wynosiła 11 097 ton, a pełna 11 785 ton (11 599 długich ton). Wysokość metacentryczna wynosiła 0,917–1,18 metra. Okręt miał dość wysoką wolną burtę oraz dobrą dzielność morską i sterowność, jednak przy mocnym wychyleniu steru prędkość spadała o 40%.
Załoga jednostki składała się z 39 oficerów i 612 podoficerów i marynarzy. W przypadku pełnienia funkcji okrętu flagowego liczebność załogi zwiększała się o 63–75 osób, z czego 12 stanowili oficerowie.

### Urządzenia napędowe i pomocnicze
Okręt był napędzany przez trzy trzycylindrowe maszyny parowe potrójnego rozprężania produkcji macierzystej stoczni, które napędzały poprzez wały napędowe trzy śruby napędowe (dwie zewnętrzne trójskrzydłowe o średnicy 4,5 metra, a środkowa czteroskrzydłowa o średnicy 4,2 metra). Para była dostarczana przez cztery kotły wodnorurkowe typu Marine, wyposażone łącznie w 12 palenisk i sześć kotłów cylindrycznych, które miały łącznie 24 paleniska . Ciśnienie robocze kotłów wynosiło 13 at, a ich łączna powierzchnia grzewcza wynosiła 3738 m². Wszystkie kotły były opalane węglem, którego normalny zapas wynosił 650, a maksymalny 1070 ton.
Nominalna moc siłowni wynosiła 13 000 KM (maksymalnie 13 658 KM przy 107 obr./min), co pozwalało na osiągnięcie prędkości maksymalnej od 17,2 do 17,5 węzła. Zasięg wynosił 3420 mil morskich przy prędkości 10 węzłów. Zużycie węgla przy mocy 10 000 KM wynosiło około 11 ton na godzinę, zaś przy mocy maksymalnej 16 ton na godzinę.
Energia elektryczna (prąd stały o napięciu 74 V) wytwarzana była przez cztery generatory o łącznej mocy 240 kW.

### Uzbrojenie
Główne uzbrojenie pancernika składało się z czterech dział kalibru 24 cm SK C/98 L/40 w dwóch umieszczonych w osi okrętu dwudziałowych wieżach – po jednej na pokładzie pogodowym i rufie. Masa działa wynosiła 25,64 tony, a jego długość całkowita 9,55 metra; długość samej lufy wynosiła 8,87 metra. Działa wykorzystywały amunicję rozdzielnego ładowania. Pociski o masie 140 kg wystrzeliwane były za pomocą umieszczonych w łuskach ładunków miotających. Kąt podniesienia lufy wynosił od -5 do +30°, a maksymalna donośność wystrzeliwanego z prędkością początkową 690 m/s pocisku wynosiła 16 900 metrów. Szybkostrzelność wynosiła początkowo jeden strzał na nieco powyżej minuty, by wzrosnąć później (po zmianie ładunków miotających) do trzech–czterech strzałów na minutę. Kąt ostrzału wież wynosił 270°. Zapas amunicji wynosił 300 sztuk (czyli 75 pocisków na działo).
Artyleria średniego kalibru składała się z osiemnastu pojedynczych dział kalibru 15 cm SK C/97 L/40 (faktyczny kaliber działa wynosił 149,1 mm) . Sześć dział umieszczono na śródokręciu w wieżach (po trzy na każdą burtę), zaś pozostałe zainstalowano w kazamatach. Długość całkowita działa wynosiła 5,96 metra, długość lufy 5,54 metra, a jej masa 4460 kg. Działa także wykorzystywały amunicję rozdzielnego ładowania, a masa pocisku wynosiła od 40 do 51 kg. Kąt podniesienia lufy wynosił od -5 do +20°, a maksymalna donośność wystrzeliwanego z prędkością początkową 800 m/s pocisku wynosiła 13 700 metrów. Szybkostrzelność wynosiła od czterech do pięciu strzałów na minutę. Kąt ostrzału dział umieszczonych w wieżach wynosił około 135°, a tych w kazamatach 110°. Łączny zapas amunicji wynosił 2160 sztuk, czyli 120 pocisków na działo.
Artylerię do zwalczania torpedowców stanowiło 12 pojedynczych dział kalibru 8,8 cm SK L/30 C/89 . Długość całkowita działa wynosiła 2,61 metra, długość lufy 2,38 metra, a masa lufy z zamkiem 665 kg. Strzelały one pociskami o masie 7 kg (cały nabój ważył 13,8 kg) z prędkością początkową 590 m/s na maksymalną odległość 10 500 metrów. Szybkostrzelność wynosiła do 15 strzałów na minutę, a łączny zapas amunicji wynosił 3000 sztuk (250 pocisków na działo). Prócz tego na pokładzie znalazło się 12 pojedynczych szybkostrzelnych działek kalibru 3,7 cm.
Broń torpedową stanowiło sześć wyrzutni kalibru 450 mm: po jednej na dziobie i rufie oraz po dwie z każdej burty, z łącznym zapasem 16 torped. Torpedy typu C45/91 miały długość 5,11 metra, masę 541 kg (w tym głowica bojowa 87,5 kg trotylu), a ich zasięg wynosił 800 metrów przy prędkości 26 węzłów i 500 metrów przy prędkości 32 węzły .

### Opancerzenie
Pancerz okrętu miał łączną masę 3800 ton. Jego podstawowym elementem był wykonany ze stali Kruppa pas burtowy o grubości maksymalnej 300 mm na wodnicy śródokręcia, zmniejszającej się w stronę dziobu i rufy odpowiednio do 150 i 200 mm, położony na warstwie drewna tekowego o grubości 250 mm. Poniżej linii wodnej grubość pancerza burtowego wynosiła 180 mm. Pokład pancerny umieszczony został na górnej części głównego pasa burtowego i miał grubość 65 mm, zamykając tym samym pancerną cytadelę.
Wieże artylerii głównej były chronione od czoła i z boku pancerzem o grubości 250 mm (dach 50 mm). Ich barbety miały pancerz o grubości 250 mm. Wieże artylerii średniej i kazamaty miały grubość 150 mm, a maski dział kalibru 8,8 cm miały grubość 70 mm. Wieża dowodzenia chroniona była płytami o grubości 250 mm i miała strop gruby na 30 mm. Niezatapialność jednostki starano się powiększyć poprzez wypełnienie przestrzeni między poszczególnymi pomieszczeniami i elementami konstrukcyjnymi naklejanym warstwowo korkiem, jednak element ten odpadał przy prowadzeniu ognia, ulegał zawilgoceniu i stanowił siedzibę trudnych do zwalczenia bezkręgowców.

### Wyposażenie i malowanie
Jako środki ratownicze i komunikacyjne na okręcie znajdowały się: dwa kutry, dwie szalupy, dwa barkasy, jedna pinasa, dwa jole i dwa bączki. Opuszczanie i podnoszenie łodzi możliwe było dzięki dwóm dźwigom o łukowym kształcie.
Kadłub do poziomu pokładu głównego pomalowany był na kolor szary nr 9 (niem. Grau 1896), a pokład główny, nadbudówki, kominy, nawietrzniki, maszty oraz wieże artyleryjskie pomalowane były na kolor jasnoszary. Elementy dekoracyjne (godło na dziobie i ornamenty rufowe) pomalowane były w kolorze żółtozłotym.

## Służba
SMS „Kaiser Wilhelm der Große” został wcielony do służby w Kaiserliche Marine 5 maja 1901 roku. Okręt został przydzielony do 1. Eskadry Heimatflotte. Między 17 czerwca a 24 października pełnił funkcję jednostki flagowej Eskadry w zastępstwie uszkodzonego siostrzanego pancernika „Kaiser Friedrich III”, biorąc w tym czasie udział m.in. w Tygodniu Kilońskim i rejsie na wody hiszpańskie w celu powitania wracających z Chin okrętów Eskadry Detaszowanej. Na przełomie sierpnia i września „Kaiser Wilhelm der Große” wziął udział w manewrach floty, podczas których 11 i 12 września na pokładzie przebywającego w Zatoce Gdańskiej okrętu gościli cesarz Wilhelm II i car Mikołaj II. W tym miesiącu pancernik odwiedził również chiński książę Zaifeng.
Na początku 1902 roku „Kaiser Wilhelm der Große” wziął udział w akcji ściągania z mielizny nieopodal Korsør pancernika „Wittelsbach”. Od jesieni 1904 roku do maja 1905 roku pancernik wchodził w skład 2. Eskadry, a w tym samym roku uczestniczył w Świnoujściu w powitaniu okrętów Royal Navy. Zimą 1906 roku pancernik trafił na remont do Stoczni Cesarskiej w Kilonii, który trwał do kwietnia 1907 roku. Czas między 7 grudnia 1907 roku a 27 stycznia 1908 roku okręt znów spędził w stoczni. Po jesiennych manewrach pancernik został tymczasowo wycofany ze służby i trafił do Stoczni Cesarskiej w Kilonii na głębszą modernizację.
Trwające w latach 1908–1910 prace, spowodowane m.in. problemami ze statecznością, miały następujący zakres: skrócono kominy, zdjęto dźwigi łodziowe i wymieniono maszty z marsami bojowymi na lżejsze z platformami, zlikwidowano dwa poziomy nadbudówek, usunięto cztery działa kalibru 15 cm, 12 działek kalibru 3,7 cm i rufową wyrzutnię torpedową, a także przeniesiono osiem dział kalibru 8,8 cm do kazamat (dodając dwa działa tego kalibru). Podczas modernizacji przystosowano również część kotłów do opalania paliwem płynnym i od tej pory okręt zabierał 650 ton węgla i 200 ton paliwa płynnego. W wyniku kosztującej 1,532 mln marek przebudowy wyporność normalna pancernika wzrosła do 11 233 ton, a pełna do 11 894 ton. Po zakończeniu remontu „Kaiser Wilhelm der Große” został skierowany na Bałtyk do formacji rezerwowej, a 31 lipca 1911 roku wszedł w skład 3. Eskadry Hochseeflotte. Po wzięciu udziału w jesiennych manewrach, 15 września jednostkę znów przeniesiono do rezerwy.
Po wybuchu I wojny światowej, 5 sierpnia 1914 roku pancernik wraz z siostrzanymi jednostkami został reaktywowany i włączony do 5 Eskadry Hochseeflotte, której zadaniem była obrona wybrzeża. Okręty 5 Eskadry operowały początkowo z Wilhelmshaven, a następnie z Kilonii, prowadząc rejsy dozorowe u ujścia Łaby. We wrześniu skierowany na Bałtyk pancernik wraz z pozostałymi okrętami 5 Eskadry wziął udział w nieudanej próbie desantu pod Windawą, a w dniach 26–30 grudnia okręt udał się w rejs pod Gotlandię. W lutym 1915 roku okręt wycofano z aktywnej służby we flocie i po zredukowaniu załogi został skierowany do służby pomocniczej, stając się pływającą baterią artyleryjską do obrony portu kilońskiego. 20 listopada 1915 roku z powodu braku obsady SMS „Kaiser Wilhelm der Große” został wycofany ze służby. W 1916 roku rozbrojona jednostka pełniła rolę hulku, a w roku następnym służyła jako okręt-cel do strzelań torpedowych w Kilonii. Funkcję tę okręt spełniał do końca wojny, stacjonując przy warsztacie torpedowym na wyspie Alsen. Zdemontowane z okrętu działa artylerii głównej zostały zaadaptowane na potrzeby artylerii kolejowej.
6 grudnia 1919 roku okręt został skreślony z listy jednostek floty i sprzedany firmie złomowej z Berlina. W następnym roku „Kaiser Wilhelm der Große” został złomowany w Kilonii–Nordmole.